# Ти кохаєш
«Ти кохаєш» (тур. Seversin) — турецький телесеріал 2022 року у жанрі романтичної комедії та створений компанією Kanal D İç Yapımlar. В головних ролях — Ілайда АлІшан, Бурак Йорук.
Перша серія вийшла в ефір 1 червня 2022 р.
Серіал має 1 сезон. Завершився 20-м епізодом, який вийшов у ефір 10 жовтня 2022 року.
Режисер серіалу — Сердар Гозелеклі, Деніз Челебі Дікіліташ.
Сценарист серіалу — Бариш Ердоган, Ількер Арслан.

## Сюжет
Події серіалу розгортатимуться навколо молодої дівчини на ім'я Асія. Вона живе зовсім простим і нічим не примітним життям. Асья працює продавцем у торговому центрі. Дівчина має амбітний характер і з цієї причини не може отримати повне задоволення від свого рутиного життя. Вона завжди мріяла про те, щоб здобути вищу освіту, потім влаштуватися на роботу за професією та отримувати хорошу заробітну плату за свою працю, а також розвиватися кар'єрними сходами. І найголовніше їй хотілося бути незалежною. Одного разу, Асья випадково потрапила на зйомки кінематографічного проекту, де знімали романтичну комедію. Несподівано на Асью звернув увагу головний режисер. Він запросив Асью зіграти головну роль у його фільмі. Асья не була готова до такого різкого повороту у своїй долі, але розуміє, що для неї це великий шанс і погоджується.
Толга стає її партнером, і він був дуже успішним та популярним актором. На даний момент його кар'єра процвітає і залишається не так багато часу до моменту як він підніметься на вершину слави. У нього не було відбою від шанувальниць, і Толга досить розпещений даною увагою. Крім цього, він не постійний і завжди прагне змін у своєму житті.
Між ними не склалися стосунки, і Толга зверхньо ставився до Асьє. Поступово їхні почуття починають змінюватися, і Толга вирішує допомогти Асьє досягти успіхів у акторській справі.

## Актори та персонажі
| Актор                | Роль                  |
| -------------------- | --------------------- |
| Ілайда Алішан        | Ася Челікбас          |
| Бурак Йорук          | Толга Туна            |
| Наргіс Кумбасар      | Сьюзен Туна           |
| Зейнеп Канконде      | Шерифе Челікбас       |
| Мехмет Більге Аслан  | Бахрі Зіккім          |
| Джерен Тасчі         | Несрін                |
| Озан Даггез          | Ферді Кутлу           |
| Ількін Тюфекчі       | Хандан Челікбас Кутлу |
| Халіль Ібрахім Курум | Кадір Челікбас        |
| Ергюль Мірай Шахін   | Назлі Челікбас        |
| Хазал Бенлі          | Селін Зіккім          |
| Йігіт Дікмен         | Сельчук               |
| Атакан Їлмаз         | Хакан                 |
| Джерен Йилдирим      | Зейнеп                |
| Ерен Демірбаш        |                       |
| Еліф Чапкин          |                       |
| Ягмур Гурур          |                       |

## Сезони
| Сезон | Епізоди | Епізоди | Оригінальний показ | Оригінальний показ | Оригінальний показ |
| Сезон | Епізоди | Епізоди | Перший показ       | Останній показ     | Мережа             |
| ----- | ------- | ------- | ------------------ | ------------------ | ------------------ |
| 1     | 20      | 20      | 1 червня 2022      | 10 жовтня 2022     | Канал D            |

## Рейтинги серій
| Сезон 1 (2022) | Сезон 1 (2022)  | Сезон 1 (2022) | Сезон 1 (2022) |
| Серія          | Рейтинг (TOTAL) | Рейтинг (AB)   | Рейтинг (ABC1) |
| -------------- | --------------- | -------------- | -------------- |
| 1.             | 3.10            | 2.83           | 3.12           |
| 2.             | 2.77            | 2.46           | 2.47           |
| 3.             | 2.99            | 2.12           | 2.63           |
| 4.             | 2.94            | 2.34           | 2.83           |
| 5.             | 2.73            | 1.76           | 2.29           |
| 6.             | 2,67            | 1,78           | 2,19           |
| 7.             | 2,38            | 1,51           | 2,00           |
| 8.             | 2,59            | 1,78           | 1,89           |
| 9.             | 2,37            | 1,68           | 1,85           |
| 10.            | 1,94            | 1,36           | 1,66           |
| 11.            | 2,57            | 1,86           | 2,35           |
| 12.            | 2,04            | 1,61           | 1,86           |
| 13.            | 2,52            | 1,50           | 2,14           |
| 14.            | 2,06            | 1,13           | 1,57           |
| 15.            | 1,98            | 1,43           | 1,69           |
| 16.            | 1,99            | 1,59           | 1,55           |
| 17.            | 1,04            | 0,40           | 0,95           |
| 18.            | 0,70            | 0,89           | 0,70           |
| 19.            | 0,98            | 0,70           | 0,94           |
| 20. (фінал)    | 0,99            | 0,53           | 0,90           |

## Нагороди
| Рік  | Премія                       | Категорія                               | Номінант                   | Результат |
| ---- | ---------------------------- | --------------------------------------- | -------------------------- | --------- |
| 2022 | 48. Премія «Золотий метелик» | Найкращий романтичний комедійний серіал | Ти кохаєш                  | Номінація |
| 2022 | 48. Премія «Золотий метелик» | Найкраща акторка романтичної комедії    | Ілайда Алішан              | Перемога  |
| 2022 | 48. Премія «Золотий метелик» | Найкраща акторка романтичної комедії    | Нергіс Кумбасар            | Номінація |
| 2022 | 48. Премія «Золотий метелик» | Найкращий актор романтичної комедії     | Бурак Йорук                | Перемога  |
| 2022 | 48. Премія «Золотий метелик» | Найкраща пара серіалу                   | Ілайда Алішан, Бурак Йорук | Номінація |